# Oliveira de Azeméis
Oliveira de Azeméis é uma cidade portuguesa 
do Distrito de Aveiro integrada na Área Metropolitana do Porto (NUT III), da Região Norte (NUT II).
É sede do município de Oliveira de Azeméis que tem uma área total de 161,10 km2, 66.175 habitantes em 2021 e uma densidade populacional de 411 habitantes por km2, subdividido em 12 freguesias. O município é limitado a nordeste pelo município de Arouca, a leste por Vale de Cambra e Sever do Vouga, a sul por Albergaria-a-Velha, a oeste por Estarreja e Ovar e a noroeste por Santa Maria da Feira e São João da Madeira.

## História

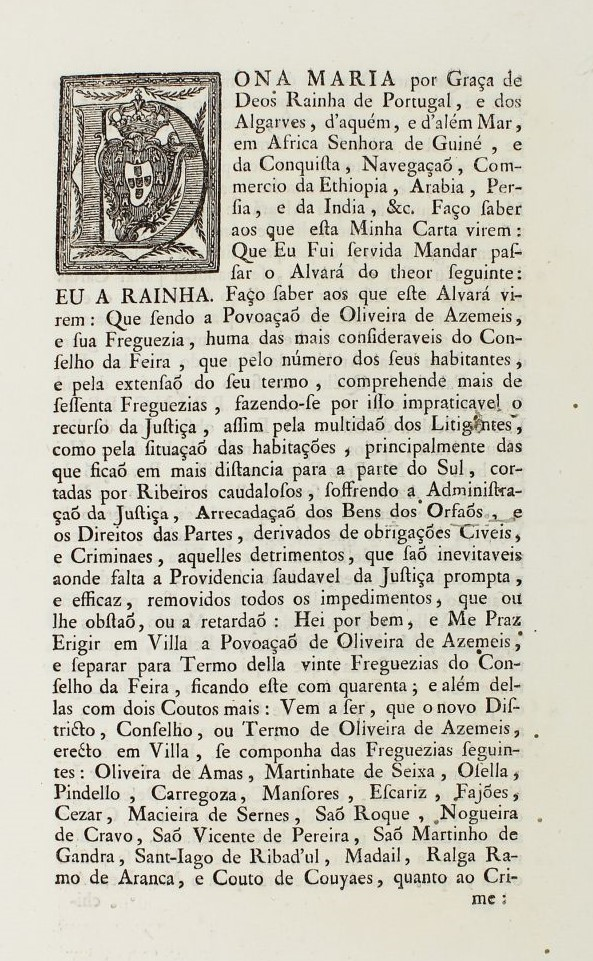
Documento em que a Rainha de Portugal, Dona Maria I de Portugal, oficializa a Vila de Oliveira de Azeméis no ano de 1799.

Oliveira de Azeméis foi elevada a cidade em 16 de maio de 1984. Vila nobre e antiga, possui uma belíssima Matriz de São Miguel e várias casas nobres, numa das quais, perto da Matriz, se alojou El-Rei D. Pedro V, em viagem pelo Norte (sendo hoje a Casa da família Albuquerque).
Outro acontecimento importante foi a construção do Santuário e Parque de Nossa Senhora de La Salette, ex-libris monumental e natural.
Oliveira de Azeméis é, de acordo com a lei nº 46/2008, parte integrante da Área Metropolitana do Porto.
Para fins estatísticos, a partir do final de 2014, Oliveira de Azeméis deixou de integrar a NUT III do Entre Douro e Vouga (que deixou de existir), passando a integrar a nova NUT III da Área Metropolitana do Porto.

## Freguesias

Freguesias do município de Oliveira de Azeméis.

O Município de Oliveira de Azeméis está dividido em 12 freguesias:
- Carregosa
- Cesar
- Fajões
- Loureiro
- Macieira de Sarnes
- Nogueira do Cravo e Pindelo
- Oliveira de Azeméis, Santiago de Riba-Ul, Ul, Macinhata da Seixa e Madail
- Ossela
- Pinheiro da Bemposta, Travanca e Palmaz
- São Martinho da Gândara
- São Roque
- Vila de Cucujães

## Património
- Cruzeiro de Pinheiro da Bemposta
- Pelourinho de Pinheiro da Bemposta

## Política

### Eleições autárquicas[5]
| Data | %       | V       | %     | V     | %       | V       | %            | V            | %              | V   | %              | V   | %              | V   | %    | V  | %              | V   | %       | V       | %  | V  | Participação |                |
| Data | PPD/PSD | PPD/PSD | PS    | PS    | CDS-PP  | CDS-PP  | FEPU/APU/CDU | FEPU/APU/CDU | PDC            | PDC | PSN            | PSN | PND            | PND | BE   | BE | GCE            | GCE | PSD/CDS | PSD/CDS | CH | CH | Participação |                |
| ---- | ------- | ------- | ----- | ----- | ------- | ------- | ------------ | ------------ | -------------- | --- | -------------- | --- | -------------- | --- | ---- | -- | -------------- | --- | ------- | ------- | -- | -- | ------------ | -------------- |
| Data | 1976    | 37,57   | 3     | 28,58 | 2       | 22,47   | 2            | 7,05         | -              |     |                |     |                |     |      |    |                |     |         |         |    |    |              | 69,79 / 100,00 |
| 1979 | 40,52   | 3       | 19,38 | 1     | 24,03   | 2       | 13,34        | 1            | 70,04 / 100,00 |     |                |     |                |     |      |    |                |     |         |         |    |    |              |                |
| 1982 | 42,43   | 4       | 24,57 | 2     | 21,02   | 1       | 8,27         | -            | 70,37 / 100,00 |     |                |     |                |     |      |    |                |     |         |         |    |    |              |                |
| 1985 | 44,05   | 4       | 17,05 | 1     | 28,23   | 2       | 7,28         | -            | 63,77 / 100,00 |     |                |     |                |     |      |    |                |     |         |         |    |    |              |                |
| 1989 | 43,79   | 3       | 33,54 | 3     | 15,46   | 1       | 2,36         | -            | 1,40           | -   | 64,95 / 100,00 |     |                |     |      |    |                |     |         |         |    |    |              |                |
| 1993 | 42,64   | 4       | 41,65 | 4     | 9,59    | 1       | 2,95         | -            |                |     | 67,72 / 100,00 |     |                |     |      |    |                |     |         |         |    |    |              |                |
| 1997 | 44,66   | 5       | 34,55 | 3     | 14,53   | 1       | 2,23         | -            | 0,67           | -   | 67,40 / 100,00 |     |                |     |      |    |                |     |         |         |    |    |              |                |
| 2001 | 56,23   | 6       | 32,65 | 3     | 5,34    | -       | 2,07         | -            |                |     | 65,08 / 100,00 |     |                |     |      |    |                |     |         |         |    |    |              |                |
| 2005 | 49,75   | 5       | 34,71 | 4     | 6,16    | -       | 3,43         | -            | 1,15           | -   | 64,74 / 100,00 |     |                |     |      |    |                |     |         |         |    |    |              |                |
| 2009 | 44,83   | 5       | 40,56 | 4     | 7,46    | -       | 1,79         | -            |                |     | 2,39           | -   | 64,39 / 100,00 |     |      |    |                |     |         |         |    |    |              |                |
| 2013 | 41,55   | 5       | 39,56 | 4     | 7,36    | -       | 2,84         | -            | 2,04           | -   | 56,17 / 100,00 |     |                |     |      |    |                |     |         |         |    |    |              |                |
| 2017 | 34,23   | 4       | 50,42 | 5     | 5,06    | -       | 1,55         | -            | 2,37           | -   | 1,39           | -   | 59,21 / 100,00 |     |      |    |                |     |         |         |    |    |              |                |
| 2021 | CDS-PP  | CDS-PP  | 54,87 | 6     | PPD/PSD | PPD/PSD | 1,51         | -            | 2,66           | -   |                |     | 33,47          | 3   | 3,14 | -  | 53,53 / 100,00 |     |         |         |    |    |              |                |

### Eleições legislativas
| Data | %     | %     | %     | %    | %     | %     | %        | %     | %    | %     | %    | %   | %       | % | %  | %  |
| Data | PSD   | PS    | CDS   | PCP  | UDP   | AD    | APU/ CDU | FRS   | PRD  | PSN   | BE   | PAN | PSD CDS | L | CH | IL |
| ---- | ----- | ----- | ----- | ---- | ----- | ----- | -------- | ----- | ---- | ----- | ---- | --- | ------- | - | -- | -- |
| 1976 | 35,59 | 32,43 | 21,54 | 2,59 | 1,04  |       |          |       |      |       |      |     |         |   |    |    |
| 1979 | AD    | 30,54 | AD    | APU  | 1,31  | 53,83 | 8,25     |       |      |       |      |     |         |   |    |    |
| 1980 | AD    | FRS   | AD    | APU  | 0,84  | 56,75 | 7,06     | 28,31 |      |       |      |     |         |   |    |    |
| 1983 | 35,35 | 39,76 | 13,25 | APU  | 0,54  |       | 6,59     |       |      |       |      |     |         |   |    |    |
| 1985 | 37,54 | 22,69 | 11,01 | APU  | 0,83  | 5,39  | 17,79    |       |      |       |      |     |         |   |    |    |
| 1987 | 60,79 | 23,04 | 4,74  | CDU  | 0,50  | 3,52  | 3,38     |       |      |       |      |     |         |   |    |    |
| 1991 | 58,92 | 30,01 | 5,16  | CDU  |       | 1,86  | 0,33     | 1,02  |      |       |      |     |         |   |    |    |
| 1995 | 39,85 | 43,48 | 12,11 | CDU  | 0,29  | 1,70  |          | 0,23  |      |       |      |     |         |   |    |    |
| 1999 | 36,98 | 42,75 | 14,18 | CDU  |       | 2,38  | 0,18     | 0,84  |      |       |      |     |         |   |    |    |
| 2002 | 45,66 | 36,03 | 12,27 | CDU  | 1,84  |       | 1,44     |       |      |       |      |     |         |   |    |    |
| 2005 | 34,68 | 44,48 | 8,82  | CDU  | 2,60  | 4,72  |          |       |      |       |      |     |         |   |    |    |
| 2009 | 33,82 | 37,09 | 11,97 | CDU  | 2,76  | 8,37  |          |       |      |       |      |     |         |   |    |    |
| 2011 | 43,23 | 29,13 | 11,90 | CDU  | 3,20  | 4,98  | 0,72     |       |      |       |      |     |         |   |    |    |
| 2015 | CDS   | 29,89 | PSD   | CDU  | 3,06  | 9,45  | 0,91     | 47,81 | 0,38 |       |      |     |         |   |    |    |
| 2019 | 31,60 | 39,43 | 4,55  | CDU  | 2,10  | 10,02 | 3,14     |       | 0,56 | 0,54  | 0,77 |     |         |   |    |    |
| 2022 | 33,74 | 44,88 | 1,87  | CDU  | 1,28  | 4,38  | 1,10     | 0,59  | 4,47 | 3,79  |      |     |         |   |    |    |
| 2024 | AD    | 31,26 | AD    | CDU  | 33,17 | 0,91  | 3,92     | 1,80  | 1,99 | 16,62 | 4,84 |     |         |   |    |    |
| 2025 | AD    | 24,21 | AD    | CDU  | 38,47 | 0,76  | 1,58     | 1,19  | 2,82 | 20,21 | 5,46 |     |         |   |    |    |

## Evolução da População do Município
Pelo decreto nº 12.456, de 11/10/1926, a freguesia de São João da Madeira deixou de fazer parte do município de Oliveira de Azeméis. Os resultados relativos aos censos de 1864 a 1920 já não incluem o número de habitantes residentes na freguesia de S. João da Madeira, ainda que a sua desanexação só tenha tido lugar em 1926.
| Número de habitantes ★ | Número de habitantes ★ | Número de habitantes ★ | Número de habitantes ★ | Número de habitantes ★ | Número de habitantes ★ | Número de habitantes ★ | Número de habitantes ★ | Número de habitantes ★ | Número de habitantes ★ | Número de habitantes ★ | Número de habitantes ★ | Número de habitantes ★ | Número de habitantes ★ | Número de habitantes ★ | Número de habitantes ★ |
| ---------------------- | ---------------------- | ---------------------- | ---------------------- | ---------------------- | ---------------------- | ---------------------- | ---------------------- | ---------------------- | ---------------------- | ---------------------- | ---------------------- | ---------------------- | ---------------------- | ---------------------- | ---------------------- |
| 1864                   | 1878                   | 1890                   | 1900                   | 1911                   | 1920                   | 1930                   | 1940                   | 1950                   | 1960                   | 1970                   | 1981                   | 1991                   | 2001                   | 2011                   | 2021                   |
| 23 687                 | 23 734                 | 24 943                 | 26 391                 | 29 628                 | 30 304                 | 33 072                 | 37 434                 | 41 370                 | 46 263                 | 56 052                 | 62 821                 | 66 846                 | 70 721                 | 68 611                 | 66 175                 |

★ Número de "habitantes residentes", isto é, que tinham a residência oficial neste município à data em que os censos se realizaram
| Número de habitantes por Grupo Etário ★★ | Número de habitantes por Grupo Etário ★★ | Número de habitantes por Grupo Etário ★★ | Número de habitantes por Grupo Etário ★★ | Número de habitantes por Grupo Etário ★★ | Número de habitantes por Grupo Etário ★★ | Número de habitantes por Grupo Etário ★★ | Número de habitantes por Grupo Etário ★★ | Número de habitantes por Grupo Etário ★★ | Número de habitantes por Grupo Etário ★★ | Número de habitantes por Grupo Etário ★★ | Número de habitantes por Grupo Etário ★★ | Número de habitantes por Grupo Etário ★★ | Número de habitantes por Grupo Etário ★★ |
| ---------------------------------------- | ---------------------------------------- | ---------------------------------------- | ---------------------------------------- | ---------------------------------------- | ---------------------------------------- | ---------------------------------------- | ---------------------------------------- | ---------------------------------------- | ---------------------------------------- | ---------------------------------------- | ---------------------------------------- | ---------------------------------------- | ---------------------------------------- |
|                                          | 1900                                     | 1911                                     | 1920                                     | 1930                                     | 1940                                     | 1950                                     | 1960                                     | 1970                                     | 1981                                     | 1991                                     | 2001                                     | 2011                                     | 2021                                     |
| 0-14 Anos                                | 10 681                                   | 12 739                                   | 12 692                                   | 11 580                                   | 13 109                                   | 13 325                                   | 15 589                                   | 18 380                                   | 17 901                                   | 14 520                                   | 12 198                                   | 9 679                                    | 7 679                                    |
| 15-24 Anos                               | 5 033                                    | 5 740                                    | 6 311                                    | 6 308                                    | 6 543                                    | 7 791                                    | 7 778                                    | 9 810                                    | 11 934                                   | 11 975                                   | 10 357                                   | 7 930                                    | 6 910                                    |
| 25-64 Anos                               | 11 573                                   | 12 665                                   | 13 319                                   | 12 627                                   | 14 930                                   | 16 941                                   | 19 528                                   | 23 410                                   | 27 382                                   | 33 330                                   | 38 840                                   | 38 960                                   | 36 317                                   |
| = ou > 65 Anos                           | 2 058                                    | 2 177                                    | 2 199                                    | 2 338                                    | 2 676                                    | 3 036                                    | 3 368                                    | 4 370                                    | 5 604                                    | 7 021                                    | 9 326                                    | 12 042                                   | 15 269                                   |

★★ De 1900 a 1950 os dados referem-se à população "de facto", ou seja, que estava presente no município à data em que os censos se realizaram. Daí que se registem algumas diferenças relativamente à designada "população residente"

## Personalidades Ilustres
- Abel Pêra (ator)
- Albino dos Reis (jurista e político)
- Ana Margarida Pinto (fadista)
- Ângela Pinto (atriz)
- António Eduardo da Silva Cravo (empresário)
- António Joaquim Ferreira da Silva (químico)
- Apio Assunção (antigo Presidente da Câmara Municipal de Oliveira de Azeméis)
- Avelino Tavares (produtor)
- Bento Carqueja (jornalista)
- Bruno Costa (futebolista)
- Bruno Miguel (futebolista)
- Bruno Neves (ciclista)
- Caetano da Anunciação Brandão (prelado)
- Camilo Mortágua (político)
- Carlos Canelhas (compositor)
- Carlos Costa (economista)
- Cátia Azevedo (velocista)
- Fanny Rodrigues (apresentadora de televisão)
- Fernando Portal e Silva (médico)
- Ferreira de Castro (escritor)
- Flávio Capuleto (escritor)
- Helena Terra (advogada, política e poetisa)
- Hermínio Loureiro (político)
- João Manuel Ribeiro (poeta)
- José da Silva Costa (economista)
- José Lourenço Morais da Silva (político)
- José Luiz da Rocha (pintor, ilustrador e professor)
- Júlio Pinto (jornalista)
- Manuel Correia de Bastos Pina (antigo bispo de Coimbra)
- Manuel Pêra (ator)
- Manuel Soares de Oliveira Cravo (empresário)
- Maria Gambina (estilista)
- Maria João Pinho (atriz)
- Marlene Sousa (jogadora de Hóquei em patins)
- Martz Inura (poeta)
- ara F. Costa (escritora e poetisa)
- Sebastião Pinto Leite (empresário)
- Sérgio Martins (realizador e escritor)